# Trans Holland Triathlon
Trans Holland Triathlon was de zwaarste en langste triatlon van Nederland. Het evenement werd van 2000 tot en met 2007 gehouden in de zomer. De organisator was runningtherapeut Mik Borsten. Aan de wedstrijd kon in individueel en in teamverband worden deelgenomen. De opbrengst ging naar de Stichting Gezond Verstand, die als doelstelling heeft door middel van sport verlichten van psychisch- en/of lichamelijk leed.

## Geschiedenis
De eerste editie werd gehouden op 7 en 8 juli 2000. Het parcours bestond toen uit 3,8 km zwemmen in het Bosbad, 130 km racefietsen naar Den Helder, 130 km mountainbiken naar Scheveningen en 90 km hardlopen naar Amersfoort met als finish AV Triathlon. In 2001 moest het evenement worden afgelast wegens te weinig aanmeldingen.
In 2002 werd het zwemmen omgezet naar 20 km kanovaren. Dit jaar kon de ultraloop van 90 km van Scheveningen naar Amersfoort ook als losse wedstrijd worden gedaan. Deze wedstrijd werd gewonnen door de Nederlandse ultraloopster Ria Buiten met een tijd van 10 uur en 15 minuten.
Na de editie van 2007 besloot Mik Borsten de wedstrijd enige tijd te stoppen om zich te kunnen richten op de bezighouden te kunnen houden met de organisatie van een marathon in het kader van het 750-jarig bestaan van de gemeente Amersfoort

## Route
De route was van 2002 tot en met 2007 als volgt:
| Sport     | Km         | Omschrijving                                                                      |
| --------- | ---------- | --------------------------------------------------------------------------------- |
| kano      | 20 km      | Van kanovereniging Keistad aan de Eem via Amersfoort naar Baarn en weer terug     |
| ATB       | 260–290 km | Eerst via Lelystad naar Den Helder en daarna 130 km over strand naar Scheveningen |
| hardlopen | 90–98 km   | Van Scheveningen via Gouda en Utrecht naar Amersfoort                             |

## Edities
| Editie | Wedstrijddatum     | Onderdelen                                                                 | Individuele winnaar                    |
| ------ | ------------------ | -------------------------------------------------------------------------- | -------------------------------------- |
| 1      | 7 en 8 juli 2000   | 3,8 km zwemmen, 130 km racefietsen, 130 km mountainbiken, 100 km hardlopen | Mik Borsten (23:45.18)                 |
| 2      | 6 en 7 juli 2002   | 20 km kanovaren, 260 km mountainbiken, 90 km hardlopen                     | geen individuele finishers [dode link] |
| 3      | 5 en 6 juli 2003   | 20 km kanovaren, 280 km mountainbiken, 90 km hardlopen                     | Paul Beckers (27:20.00) [dode link]    |
| 4      | 26 en 27 juni 2004 | 20 km kanovaren, 290 km mountainbiken, 92 km hardlopen                     | Mik Borsten (26:28.00)                 |
| 5      | 24 en 25 juni 2005 | 20 km kanovaren, 280 km mountainbiken, 92 km hardlopen                     | Mik Borsten (27:45.00)                 |
| 6      | 25 en 26 juni 2006 | 20 km kanovaren, 290 km mountainbiken, 92 km hardlopen                     | Mik Borsten (28:27.00) [dode link]     |
| 7      | 23 en 24 juni 2007 | 20 km kanovaren, 280 km mountainbiken, 98 km hardlopen                     | Mik Borsten (28:58.12)                 |